# Klimax (Geographie)
Klimax (altgriechisch Κλίμαξ „Treppe“, „Leiter“, „Steig“) bezeichnet in der antiken Geographie einen Bergpass oder eine Passstrecke entlang des Steilabfalls eines Berges ins Meer.
Unter dieser Bezeichnung bekannt waren vor allem die folgenden Strecken:
- Klimax auf der Peloponnes, nördlich von Nestani (37° 40′ 51,6″ N, 22° 28′ 16,1″ O)
- Klimax in Paphlagonien, Strecke entlang der Küste des Schwarzen Meeres unmittelbar östlich von Cide in der Türkei (41° 54′ 24,9″ N, 32° 59′ 8″ O)
- Klimax in Lykien bei Phaselis, entlang der pamphylischen Küste am Fuß des lykischen Olympos (36° 31′ 58,4″ N, 30° 33′ 29,1″ O)
- Klimax in Pisidien, ein Bergpass östlich von Ariassos (37° 9′ 18,1″ N, 30° 31′ 0,8″ O)
- Klimax Tyrion („tyrischer Steig“), Strecke entlang der Mittelmeerküste zwischen dem libanesischen Naqura und dem israelischen Grenzkontrollpunkt Rosh haNikra (33° 6′ 32,9″ N, 35° 6′ 44,2″ O)

Außerdem wurde ein Berg an der Mittelmeerküste im heutigen Libanon, nördlich von Beirut, oberhalb des Hafenstädtchens Tabarja (34° 2′ N, 35° 40′ O), Klimax Mons genannt.
- Karte mit allen Koordinaten:
- OSM |
- WikiMap